# توماس جونز (رجل دين)
توماس جونز (بالإنجليزية: Thomas Jones of Denbigh)‏ (و. 1756 – 1820 م) هو رجال دين، وشاعر من ويلز، والمملكة المتحدة لبريطانيا العظمى وأيرلندا، ومملكة بريطانيا العظمى، توفي عن عمر يناهز 64 عاماً.